# كوسفيغ
كوسفِيغ - أنهالت (بالألمانية: Coswig, Anhalt) هي بلدة ألمانية و مدينة تقع في ألمانيا في فيتنبرغ.  يقدر عدد سكانها بـ 12,573 نسمة .

## المدن التوأمة
مدينة شتاتالندورف هي مدينة توأم لـكوسفيغ (آنهالت).

## أعلام
- هرمان كوهن